# Діна Пфіценмаєр
Діна Пфіценмаєр (нім. Dinah Pfizenmaier; нар. 13 січня 1992) — колишня німецька тенісистка.
Найвищу одиночну позицію світового рейтингу — 79 місце досягла 17 березня 2014, парну — 245 місце — 2 лютого 2015 року.
Здобула 9 одиночних та 2 парні титули туру ITF.
Найвищим досягненням на турнірах Великого шолома було 3 коло в одиночному розряді.

## Фінали ITF

### Одиночний розряд: 13 (9–4)
| Легенда                |
| ---------------------- |
| турніри $100,000 (0–0) |
| турніри $75,000 (0–0)  |
| турніри $50,000 (1–1)  |
| турніри $25,000 (3–1)  |
| турніри $15,000 (0–1)  |
| турніри $10,000 (5–1)  |

| Фінали за покриттям |
| ------------------- |
| Тверде (2–1)        |
| Ґрунт (6–3)         |
| Трава (0–0)         |
| Килим (1–0)         |

| Результат | Ранг | Дата             | Турнір                            | Покриття   | Суперниця             | Рахунок            |
| --------- | ---- | ---------------- | --------------------------------- | ---------- | --------------------- | ------------------ |
| Поразка   | 1.   | 25 липня 2011    | ITF Тампере, Фінляндія            | Ґрунт      | Пія Суомалайнен       | 5–7, 0–6           |
| Перемога  | 1.   | 22 серпня 2011   | ITF Брауншвейг, Німеччина         | Ґрунт      | Зіна Кайзер           | 7–6(5), 6–1        |
| Перемога  | 2.   | 12 вересня 2011  | ITF Роттердам, Нідерланди         | Ґрунт      | Штефані Фогт          | 3–6, 6–1, 6–1      |
| Перемога  | 3.   | 26 вересня 2011  | ITF Пловдив, Болгарія             | Ґрунт      | Йована Якшич          | 6–4, 6–4           |
| Перемога  | 4.   | 24 жовтня 2011   | ITF Нетанья, Ізраїль              | Тверде     | Чагла Бююкакчай       | 7–6(5), 4–6, 6–1   |
| Перемога  | 5.   | 23 січня 2012    | ITF Каарст, Німеччина             | Килим (i)  | Алісон ван Ейтванк    | 6–4, 6–4           |
| Перемога  | 6.   | 19 березня 2012  | ITF Пхукет, Таїланд               | Тверде (i) | Ноппаван Летчівакарн  | 6–2, 6–4           |
| Поразка   | 2.   | 8 жовтня 2012    | ITF Сараєво, Боснія і Герцеговина | Ґрунт      | Вікторія Кан          | 6–4, 4–6, 2–5 ret. |
| Поразка   | 3.   | 5 листопада 2012 | ITF Бенікарло, Іспанія            | Тверде     | Лаура Поус Тіо        | 4–6, 1–6           |
| Перемога  | 7.   | 25 лютого 2013   | ITF Майорка, Іспанія              | Ґрунт      | Анастасія Гримальська | 6–4, 4–6, 7–5      |
| Перемога  | 8.   | 1 квітня 2013    | ITF Торрент, Іспанія              | Ґрунт      | Юстіна Озга           | 6–3, 6–1           |
| Поразка   | 4.   | 13 травня 2013   | Open Saint-Gaudens, Франція       | Ґрунт      | Паула Ормаечеа        | 3–6, 6–3, 4–6      |
| Перемога  | 9.   | 1 липня 2013     | ITF Ферсмольд, Німеччина          | Ґрунт      | Марина Заневська      | 6–4, 4–6, 6–4      |

### Парний розряд: 5 (2–3)
| Легенда                |
| ---------------------- |
| турніри $100,000 (0–0) |
| турніри $75,000 (0–0)  |
| турніри $50,000 (0–0)  |
| турніри $25,000 (1–2)  |
| турніри $15,000 (0–0)  |
| турніри $10,000 (1–1)  |

| Фінали за покриттям |
| ------------------- |
| Тверде (0–0)        |
| Ґрунт (2–3)         |
| Трава (0–0)         |
| Килим (0–0)         |

| Результат | Ранг | Дата            | Турнір                  | Покриття | Партнерка               | Суперниці                                     | Рахунок             |
| --------- | ---- | --------------- | ----------------------- | -------- | ----------------------- | --------------------------------------------- | ------------------- |
| Поразка   | 1.   | 15 серпня 2011  | ITF Ратінген, Німеччина | Ґрунт    | Катаріна Герінґ         | Єлизавета Янчук Кароліна Влодарчак            | 6–3, 1–6, 4–6       |
| Перемога  | 1.   | 26 вересня 2011 | ITF Пловдив, Болгарія   | Ґрунт    | Юлія Вахачик            | Клелія Мелена Стефанія Рубіні                 | 6–4, 7–5            |
| Поразка   | 2.   | 29 квітня 2013  | ITF Вісбаден, Німеччина | Ґрунт    | Анна Цая                | Габріела Дабровскі Шерон Фічмен               | 3–6, 3–6            |
| Перемога  | 2.   | 10 лютого 2014  | ITF Сан-Паулу, Бразилія | Ґрунт    | Беатріс Гарсія-Відагані | Маріана Дуке-Маріньо Паула Крістіна Гонсалвеш | 7–6(8), 4–6, [10–8] |
| Поразка   | 3.   | 16 березня 2015 | ITF Севілья, Іспанія    | Ґрунт    | Сандра Клеменшиц        | Екатеріне Горгодзе Вікторія Кан               | 3–6, 2–6            |

## Досягнення в одиночних змаганнях
| W | Ф | ПФ | ЧФ | #Р | КТ | К# | DNQ | A | NH |

| Турнір                                 | 2011 | 2012 | 2013 | 2014 | 2015 | 2016 | 2017 | SR    | W–L   |
| -------------------------------------- | ---- | ---- | ---- | ---- | ---- | ---- | ---- | ----- | ----- |
| Турніри Великого шолома                |      |      |      |      |      |      |      |       |       |
| Відкритий чемпіонат Австралії з тенісу |      |      | К1р  | 1р   |      |      |      | 0 / 1 | 0–1   |
| Відкритий чемпіонат Франції з тенісу   |      | 2р   | 3р   | 2р   | 1р   |      |      | 0 / 4 | 4–4   |
| Вімблдонський турнір                   |      | К2р  | К1р  | 1р   |      |      |      | 0 / 1 | 0–1   |
| Відкритий чемпіонат США з тенісу       |      | К1р  | 1р   | К2р  |      | К1р  | К1р  | 0 / 1 | 0–1   |
| В-П                                    | 0–0  | 1–1  | 2–2  | 1–3  | 0–1  | 0–0  | 0–0  | 0 / 7 | 4–7   |
| Загальна статистика                    |      |      |      |      |      |      |      |       |       |
| Разом виграшів–поразок*                | 0–0  | 1–2  | 4–6  | 6–10 | 3–3  | 0–0  | 0–0  | 14–21 | 14–21 |
| Рейтинг на кінець року                 | 271  | 158  | 98   | 125  | 249  | –    | 854  | 40%   | 40%   |

*: враховано тільки матчі в основній сітці турнірів Туру WTA